# 独立労働党

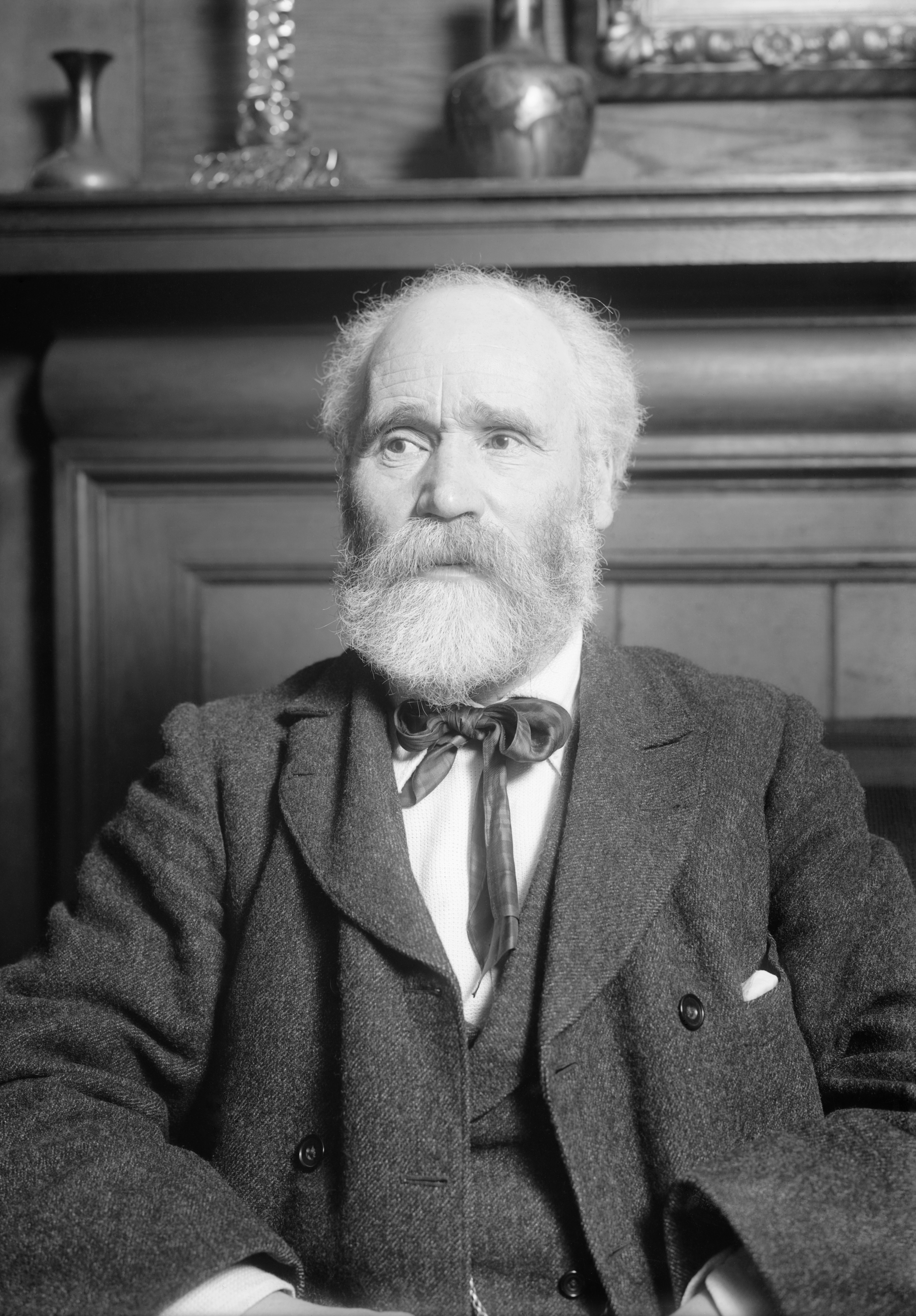
独立労働党の指導者・ ケア・ハーディ（1909年）

独立労働党（どくりつろうどうとう、Independent Labour Party、略称:ILP）は、かつてイギリスに存在した社会主義政党。1893年設立。1906年から1932年まで労働党と合流しており、1947年に3名の議会議員が同党へ移籍。1975年には独立労働パブリケーションとして同党へ再加入を果たしている。

## 党史

### 設立
19世紀後半以降、労働者階級の代表者を政治の場に送り出すのが、多くのイギリス人にとって最大の関心事となった。この目的を果たすための主たる手段として、イギリス議会では自由党にその役割を見出した者は多い。例えば1869年には早くも、独立代表同盟が自由党候補支援のため労働者を動員。
また、多くの労働組合も自らの目標を達成すべく、議会に代表を得るのに関心を持っていた。1870年代以降、労働組合から資金面での援助を受けている労働者階級の候補が、自由党の支援も受けるようになる。
多くの革新系知識人、就中キリスト教社会主義や、社会の再構築という倫理的義務を帯びた同様の概念の影響を受けた者も、自由党を労働者階級の代表を得るための最良の手段と見做した。漸進主義組織のフェビアン協会も1884年の設立から暫くの間、自由党の政策へ公式に関与。
その後、所謂「リブ・ラブ協定」の候補で、労働組合及び自由党内の急進派知識人との共闘により、議員に当選を果たした者は多い。
しかし、議会に労働者階級の代表を送り出すため、中産階級に属する自由党と共闘するという考えが、広く受け入れられた訳では無かった。
労働者階級と資本家階級との間に階級闘争があると信ずるマルクス主義者は、議会から得られるほんの僅かな慈善と引き換えに、小ブルジョアの自由党と手を組むのを拒否。
イギリスの古典的マルクス主義者は1881年、社会民主同盟（SDF）を結成するに至る。続く1886年には、国内の労働組合の連合体である労働組合会議（TUC）が、選挙母体として結成された。
階級闘争に与しない革新系知識人も、自由党のイデオロギーや組織形態の他、労働者階級を二の次にするような施策に不満を抱く。こうした考えや行動の中から、ケア・ハーディを筆頭とする新世代の活動家が生まれる事となる。
ハーディはウィリアム・グラッドストン率いる自由党員で、ランカシャーの炭鉱にて労働組合のオルグに携わっていたが、独立した労働者政党を欲するスコットランド人であった。
1888年、ヘンリー・ハイド・チャンピオンやトム・マンら社会民主同盟の党員と協力しながら、スコットランド労働党の設立に尽力。
1890年には、アメリカ合衆国が外国産の布に対し関税を掛けた事により、国内の織物業全般が賃金カットに見舞われる。これを受け、ブラッドフォードのマニンガム製作所でストライキが発生するが、副産物として如何なる主要政党からも独立した組織ブラッドフォード労働組合が誕生。労働者階級が自由党から離反する動きが、力を持ちつつある事が示された出来事であった。
新党結成への議論がロバート・ブラッチフォードの新聞クラリオン（1891年創刊）や、ジョセフ・バージェスの編集するワークマンズ・タイムズでも見られるようになった。後者は、既存の政治団体から独立した労働者政党の設立を支持する署名を、3500筆程度集めた事でも知られる。
1892年7月に行われたイギリス総選挙では、3名の労働者（ケア・ハーディ、ジョン・バーンズ、ジョセフ・ハヴロック・ウィルソン）が自由党から支援を受けずに当選。
同年9月にはTUCの席上、独立した労働組織の支持者による会合を求める声明を出す。準備委員会設置を経て、翌年1月にブラッドフォードで党大会が開かれた。ウィリアム・ヘンリー・ドリューが議長を務めたこの党大会にて、独立労働党の結党が示され、ケア・ハーディが初代議長に就任。
党名こそ「社会党」ではなく「労働党」としたものの、党是を「生産や流通、取引手段の集団的、公的所有を目指す」事が、圧倒的に受け入れられた。また綱領では、以下に掲げる進歩主義的な社会改革を実行に移すとしている。
- 大学まで教育の無償化及び世俗化を実施
- 児童に対する医療や教育の充実
- 住宅改革
- 失業手当や最低賃金法など労働政策の確立
- 孤児、寡婦、高齢者、障害者及び病人に対する福祉の充実
- 児童労働や超過勤務、単価仕事の根絶と8時間労働の確立

党大会では新党の母体も設立。各地方組織の代議員から成る月例総会が「党の最高かつ執行機関」とされ、書記は全国管理委員会（NAC）が直接統制下に置く事とした。このNACは支部会議で出された指示に従って、理論上行動を制限された地方の代議員から構成。

### 結党当初
新党は大いなる希望と期待を背負って結成されたものの、最初の数年間は困難に満ち溢れていた。党や指導、組織の方向性を巡って論争が絶えなかったため、期待された程選挙で躍進しなかったのである。
国民の信を問うて臨んだ1895年の総選挙では惨敗。NACが党の論争を纏め上げる上で主導権を握り、ILP公認候補が28名しかいない中での選挙であった。
個人的人気がある党首のケア・ハーディでさえ、保守党と直接対決すれば負けるであろうとされ、全員落選。なお、この選挙では「リブ・ラブ派」に転向し、自由党急進派の支援を受けたバーンズが議席を維持。何れにせよ、1895年の選挙における大敗は、とめど無い楽観論が党内を覆う事になる。
このように、ILPは当初より決して一枚岩の組織ではなく、寧ろ労働者階級の「包括政党」を目指しており、不明確かつ無定形の社会主義的なアジェンダを主張。歴史家のロバート・E・ドーズは次のように述べている。

ILPは当初より労働者階級の政党として、労働組合に影響を与えようとしていた。ヘンリー・ペイリンが述べたように、「議会で権力を握るため、労働組合から資金を得て、労働組合との連携」 を模索していたのである。ILPの社会主義は、この目標に達する上での理想であった。如何に理論的な基礎を欠いていようが、労働組合員の要求に事実上応える事が出来た。具体的には禁酒運動、スコットランド民族主義、メソジスト、マルクス主義、フェビアン主義そしてバーク流の保守主義さえ、問題無く包含していたのである。こうした多様性は奇妙ではあるが、教条主義に基づき如何なる者をも排除しないという計り知れない利点があり、当時の事情を考えても軽視する事は出来ない。

勿論緩やかかつ多様な考えを擁する党であるが故、組織の本性なり計画を巡っては論争が絶えなかった。党組織の決定は当初は厳格な民主主義に基づいており、党大会が1895年の総選挙に際しての政策を決めるために開かれたように、こうした議論が幾許かの強い影響を与えている。
にもかかわらず、NACは選挙に纏わる決定や他党との関係といった、重大な問題に大きく関与するなど、党活動に相当の権力を保持するようになった。1895年の総選挙における敗北を契機に、中央集権化や反民主的な行為を加速させる事となる。
19世紀末のNACにおいて、党首ケア・ハーディに加え、党指導部において向こう20年間の方向性を共有する4名の人物が登場。1897年NACに選出され、1900年にハーディの後継として議長に就いたスコットランド人ブルース・グレーシャー、福音派社会主義者のフィリップ・スノーデン、労働組合員としての出馬を拒絶された事から、自由党への幻滅を味わったラムゼイ・マクドナルドである。
4人の間にはかなりの個人的な確執があったものの、党がマルクス主義を標榜する社会民主同盟のようなイデオロギーに基づく統一体というよりは寧ろ、労働組合との連携を模索すべきとする基本的な見解は共有していた。
1895年の総選挙における敗北以後、党執行部は選挙戦を通じての党勢拡大を断念。1898年までには、出来るだけ多くの候補を擁立して党の露出を最大限まで図り、得票率を最大限にまで積み重ねるよりは寧ろ、候補の擁立を公式に控えるに至る。
労働組合との関係もまた問題が多かった。1890年代においては労働組合との連携が上手くいかず、労働組合員の入党が成ったものの、党役員との関係が希薄となってゆく。
1900年には労働代表委員会の結成に中心的な役割を果たし、労働党が1906年に結党された際は直ちに合流。派閥の形成や党の存続が許される見返りに、結党から数年間は労働党の活動基盤を提供する事となる。

### 党の成熟
SDFやその分派である社会主義労働党、イギリス社会党とは対照的に、ILPは新参者を比較的容易に惹き付ける傾向にあった。
ヴィクター・グレイソンは1906年、特定の政治問題に触れる事無く、「信仰復興運動のように」キャンペーンを行った事を誇らしげに回想。後に議長を務める
フェンナー・ブロックウェイも後年、1907年に開かれたILPの地方支部の集会の様子について、次のように述べている。

日曜日の夜になると、集会が労働教会運動のような様相を呈していた。我々はボランティアでちょっとしたオーケストラを組み、労働歌や演説が殆ど福音主義的で、不正義を告発する気概に溢れ、新たな社会への期待を抱かせる物であった。

社会主義を人道的に必要と位置付ける事で、ある種の世俗宗教なり、日常生活にキリスト教を適用する手段として用いられる一方で、非論理的であるが故に相当浅薄になるという、重大な弱点を抱えていた。
歴史家のジョン・キャラハンは社会主義がハーディ、グレーシャー、スノーデンやマクドナルドの手に掛かると、「不正義に対して漠然とした抗議」しかしないようになったという。
その後、ILPと労働党との関係はゴタゴタが続く。労働党が社会改良に及び腰であったり、結党から数年で社会主義的なビジョンから距離を置くようになったと見做すILPの党員は多かったのである。1912年 にはILPの多くの支部がヘンリー・ハインドマン率いるSDFとの合流を選択し、イギリス社会党を設立。

### ILPと第一次世界大戦
1914年4月11日、ブラッドフォードで設立21周年を祝う党大会を開く。ここ10年で党勢は急成長し、党員数は約3万人となった。執行部のみならず一般党員も今や平和主義者となり、戦争を「悪」とする風が強くなる。
同年8月の第一次世界大戦勃発は、国内の革新系組織に衝撃を与えた。ある歴史家が後年述べたように、「ハインドマンやカニンガム・グラハム、ウィル・ソーンやジョン・ロバート・クラインスは和平を模索したが、一旦戦争が始まると、社会主義者や労働組合員も他者と同様、その成り行きを見守った」という。
労働党に関しては、40名の議会議員の殆どと同様、党役員の大半が大戦に向けて徴兵キャンペーンを打つ事となる。ただし、独立労働党のみが超然とした態度を取った。
ILPは軍国主義や戦争にあくまで反対の立場を貫いたものの、こうした姿勢に対してジョージ・ニコル・バーンズ、ジョン・ロバート・クラインス、ジェームズ・パーカー、ジョージ・ワードルそしてジョージ・ヘンリー・ロバーツといった古参議員の主流派が離党。
一方で平和主義者のラムゼイ・マクドナルドは、開戦直後に労働党議長を辞職。ケア・ハーディ、フィリップ・スノーデン、ウィリアム・クロウフォード・アンダーソンの他、急進的平和主義を志向するグループも、政府や戦争を支持する労働党に断固とした立場を貫いた。
なお、大戦中の1917年6月にリーズで開かれたロシア革命会議は、アイルランドやインド、エジプトの完全独立を要求。

### ILPと第三インターナショナル
第一次世界大戦が1918年11月に終結すると、第二インターナショナルが事実上再結成。ILPがこの再建された第二インターナショナルと手を組むか、他の国際組織と連携するかで問題となった。
翌年1月にはモスクワから第三インターナショナル結成の呼び掛けがなされ、ILPの急進派に対して大きく訴える所となる。ただしILPの党員の大半は、旧第二インターナショナルが第一次世界大戦支持を鮮明にした事で失望しており、ILP自体も1920年春、公式に脱退した。
またILP執行部、就中ラムゼイ・マクドナルドやフィリップ・スノーデンも、コミンテルン加入に難色を示している。しかしILPの急進派はコミンテルンに加入すべく、ILP左派と呼ばれる党派を立ち上げた。同派はグラスゴーにて、4ページ組の隔週刊紙『インターナショナル』の発行を開始。
第二インターナショナルとの関係を絶った事に加え、1920年に開かれたILPの年次総会では、包括的な国際組織の樹立を視野に入れ、スイス社会党との関係を深める。
同年5月21日には、ILP議長のリチャード・ウォールヘッド及び国民評議会のメンバーであるクリフォード・アレンが、コミンテルン宛に質問状を送付。コミンテルン執行委員会（ECCI） はプロレタリアート独裁及びソビエト体制のイギリスへの適用についての立場や、普遍的な原理としての軍事力の必要性に関する見解を求められた。
同年7月のコミンテルンからの返答は明白であった。組織内に共産主義者がいる事は認識しているが、「フェビアン協会やラムゼイ・マクドナルド、フィリップ・スノーデン」のように、嘗て「議会制民主主義という古臭い概念」を活用したり、労働運動で「低劣な譲歩や妥協」を行った者とは連携しないというのである。返答は以下の通り。

これらの指導者は広範な未熟練労働者や、粉骨砕身して働く貧困層との連携をせず、資本家の搾取及びプロレタリアートの革命的目標が明白となっている。彼らにとっては、資本家が労働者を取引相手と同様に扱っているため、労働者階級も資本と同等の権利を確保したように思えただろう。また、自身の社会的立場も安泰で、物質的にも恵まれているため、平和的な中流階級の生活という、薔薇色の展望を通じて世界を見ている。プロレタリアートの革命的な闘争によってブルジョアジーとの平和的な取引に乱れが生じているため、プロレタリアートの革命的目標の敵なのである。

ECCIは「独立労働党内の共産主義者」に直接訴える事とし、「イギリスの革命勢力は独立労働党から離れ」、イギリス社会党や社会主義労働党の共産主義者や、ウェールズ及びスコットランドの急進派と連携するよう忠告。「イギリスひいては全世界の労働者階級の解放は、単一の共産党を形成するイギリスの共産主義者に掛かっている」と締め括った。
ILP年次総会におけるコミンテルン加入の呼び掛けは、1921年に頂点を迎えるものの、党支部による投票の結果、圧倒的多数で否決されている。この過程で経済学者のエミール・バーンズやジャーナリストのラジャニ・パーム・ダット、議会議員のシャプルジ・サクラトヴァラら急進派が脱党、1920年8月にイギリス共産党（CPGB）を立ち上げる事となる。
第二インターナショナルの社会改良主義政策と、コミンテルンの革命的政策との間に位置していたILPの「中道主義」により、1921年から1923年にかけて、ヨーロッパの多くの社会主義団体が第二半インターナショナルへ加入。なお、ILP自体は1923年から1933年までの間、労働社会主義インターナショナルの加盟政党であった。

### ILPと労働党政権（1922年 - 1931年）
1922年の総選挙では、後に議長となるジェームズ・マクストンらILP系候補が複数当選し、党勢拡大が成っている。労働党の勝利にも貢献しているが、初の労働党政権には大いに失望。政権構想を整えていたものの、労働党執行部がこれを拒否したためである。
1929年から1931年にかけての第二次労働党政権では、37名の労働党議員がILPから支援を受け、労働党の指導体制に左派の立場から批判する事となる。この間、1930年に開かれたILPの会合では、政策が労働党とは異なる以上、議会議員は党を割ってまでILPの政策を支持すべきとの決定が下された。

#### 1928年政策会議
ILPは1928年、「我々の時代における社会主義」なる綱領を作成し、以下の計画の中に具体化している。
1. 生活賃金を一部実施
2. 失業手当の大幅な引き上げ
3. 銀行の国有化を一部実施
4. 原料の大量購入
5. 食料品の大量購入
6. 電力の国有化
7. 輸送機関の国有化
8. 土地の国有化

これら8項目のうち、生活賃金や失業手当、銀行の国有化や原料、食料品の大量購入はILPの主たる関心事であった。
失業手当の増額や大量購入への切り替えは合意により実施される事となるが、生活賃金の支払い方法については、労働党の政策と食い違いを見せる。ILPは1924年から実施されている、雇用者の貯蓄の中から支払う方法を「大陸的」と批判。高額所得者への課税強化を通じて、手当の費用に充てるべきとした。
銀行の国有化は経済政策に抜本的な改革を迫る物であり、労働党の方針とは一切無縁であった。また、労働党政権が行う銀行や金融機関への立入調査も支持。この立入調査の目的は、イングランド銀行に端を発し主要銀行へと拡大した、大蔵省やイングランド銀行によるデフレ政策の終結である。
立入調査はイングランド銀行の国有化と銀行法改正に向けた、詳細な計画を準備する事となる。また、債権者を調査し金の保有を処分する事で、「信用の管理を大手金融グループではなく国家が行う」のを保証する物であった。

#### 1931年ILPスコットランド党大会
労働党との対立が明白となる中、1931年のILPスコットランド党大会で、同党との連携を未だ続けるべきかが議論となり、結局は連携の存続が決定。

### 連携解消から第二次世界大戦まで
1931年の総選挙ではILP系候補が議会労働党の指示を受け入れず、同党への支援を公式に取り止める事となる。ILPの党員5名が労働党外でILPのグループを結成。1932年には特別会議を開き、投票の結果、労働党との連携解消を打ち出す。
同年、左翼社会主義政党の「ロンドン支部」を共同で設立。後に国際革命的マルクス主義センター（第三半インターナショナル）と呼ばれるこの組織は、ILPが運営し同党のフェンナー・ブロックウェイが議長を務める事となる。
労働党左派に属するエナイリン・ベヴァンはILPの連携解消を「高潔ではあるが無意味」な決定と評するが、暫くして労働党外でのILPの政治的影響力が衰微すると、その批判が的中。なお、労働党内に留まる事を選択したILPの党員もおり、社会主義同盟創設の際、重要な役割を果たした。
連携解消はILPの党勢に壊滅的な影響を与える事となる。1932年に16773名を数えた党員は、1935年に4392名となり、ほんの3年間で党員の75%が離党するに至っている。1934年には独立社会党結党のため、離党が相次ぐ。
残った党員は若く急進的となる傾向にあった。就中スペイン内戦では25名の党員とジョージ・オーウェルらそのシンパが、共和国側を支持して参戦。
1939年には労働党の政策に「良心的に反対」しているにもかかわらず、同党へ再合流を求める私信を出す。労働党はこれを一蹴し、再合流の条件はILPによって撤回され得るとした。

### 第二次世界大戦以降
第一次世界大戦時と同様、第二次世界大戦に倫理的観点から反対。戦時中にあっても、選挙で積極的に候補を擁立している。
終戦時においては幾許かの力を有していたが、その直後危機が訪れた。1945年の総選挙においてグラスゴーで3議席を保持したものの、うち1人が労働党に寝返ったのである（党会議は労働党への再合流を拒否）。
1946年には党内きってのスポークスマンであるジェームズ・マクストンが死去。その後の補欠選挙で労働党候補に辛勝するが、翌年全議会議員が労働党に鞍替え、補欠選挙でも惨敗を喫する。なお、これ以後総選挙で当選者を出していない。
こうした不運にもめげずILPは生き永らえ、1950年代から1960年代初頭にかけて反核運動を主導。脱植民地化キャンペーンのみならず、関連組織との関係は細々としながらも続いた。
1970年代に労働党に関する見解を発表、1975年には独立労働パブリケーションと名を改め、労働党主流派内の圧力団体となる。

## 歴代議長
- 1894年 - 1900年:ケア・ハーディ
- 1900年 - 1903年:ブルース・グレーシャー
- 1903年 - 1906年:フィリップ・スノーデン
- 1906年 - 1909年:ラムゼイ・マクドナルド
- 1909年 - 1910年:フレデリック・ウィリアム・ ジョウェット
- 1910年 - 1913年:ウィリアム・クロウフォード・アンダーソン
- 1913年 - 1914年:ケア・ハーディ
- 1914年 - 1917年:フレデリック・ウィリアム・ ジョウェット
- 1917年 - 1920年:フィリップ・スノーデン
- 1920年 - 1923年:リチャード・ウォールヘッド
- 1923年 - 1926年:クリフォード・アレン
- 1926年 - 1931年:ジェームズ・マクストン
- 1931年 - 1934年:フェンナー・ブロックウェイ
- 1934年 - 1939年:ジェームズ・マクストン
- 1939年 - 1941年:C・A・スミス
- 1941年 - 1943年:ジョン・マクガバン
- 1943年 - 1948年:ロバート・エドワーズ
- 1948年 - 1951年:デイヴィッド・ギブソン
- 1951年 - 1953年:フレッド・バートン
- 1953年 - 1958年:アニー・マクストン
- 1958年 -1961年:フレッド・モレル
- 1962年 - 1974年:エムリス・トマス
- 1974年 - 1975年:スタン・アイブソン